# Vincent Peillon
Pour les articles homonymes, voir Peillon (homonymie).
Vincent Peillon, né le 7 juillet 1960 à Suresnes (Seine, actuels Hauts-de-Seine), est un homme politique et professeur de philosophie français.
Membre dirigeant du Parti socialiste (PS), il est ministre de l'Éducation nationale dans le premier et le second gouvernement de Jean-Marc Ayrault du 16 mai 2012 au 31 mars 2014. Il est député européen de 2004 à 2012, puis à nouveau de 2014 à 2019. Il est candidat à la Primaire citoyenne de 2017.

## Biographie

### Origines familiales
Vincent Benoît Camille Peillon est le fils du banquier et communiste Gilles Peillon (1928-2007). Gilles Peillon a été directeur général de la première banque soviétique hors d'URSS, la Banque commerciale pour l'Europe du Nord - Eurobank, puis de la banque franco-algérienne Union méditerranéenne de banque. Du côté maternel, il est issu d'une famille juive alsacienne : sa mère, Françoise Blum, née en 1930, fut directrice de recherche à l'Institut national de la santé et de la recherche médicale (INSERM), spécialiste en physiopathologie de l'hypophyse ; son grand-père était le professeur Léon Blum (1878-1930), spécialiste de la physiopathologie rénale à Strasbourg, initiateur de l'insulinothérapie en France, fils aîné du rabbin Félix Blum (1847-1925) et de Jeannette Lederman ; sa grand-mère Thérèse Lion (1894-1985) est la fille d'un assureur de Moselle, avocate et féministe, son militantisme a particulièrement marqué le jeune Vincent ; son oncle maternel est le biologiste Étienne-Émile Baulieu (né Étienne Blum), co-inventeur de la pilule RU 486, professeur honoraire au Collège de France, et sa tante maternelle est Suzanne de Brunhoff économiste au Centre national de la recherche scientifique (CNRS), belle-fille du créateur de Babar.
Vincent Peillon est le frère du journaliste Antoine Peillon.
Il est père de quatre enfants : deux filles nées de son premier mariage avec la philosophe Brigitte Sitbon, dont l'aînée Salomé est chargée de mission à l'Institut français d'Israël à partir de février 2013 dans le cadre d'un volontariat International, et deux fils nés de son union en secondes noces avec la journaliste Nathalie Bensahel, rédactrice en chef adjointe au service « Notre Époque » du Nouvel Observateur.

### Études et profession
Bachelier à seize ans, Vincent Peillon est ensuite étudiant en philosophie à la Sorbonne (université Panthéon-Sorbonne). Il fréquente rarement les bancs de l'université mais obtient sa licence à vingt ans. Après une agression, « Vincent plaque tout et part à l'aventure ». Il travaille pour la Compagnie internationale des wagons-lits sur la ligne Paris - Copenhague. Il fonde alors une entreprise de ventes d’import-export et de diffusion du saumon avec comme slogan « du saumon norvégien pour tous », société spécialisée notamment dans la vente de saumon fumé aux comités d'entreprise.
Il prépare ensuite le concours pour le certificat d'aptitude au professorat de l'enseignement du second degré (CAPES) en philosophie. Nommé professeur certifié stagiaire à la rentrée 1984, au lycée Édouard-Herriot, à Lyon 6e, il est affecté comme titulaire à la rentrée 1985 au lycée Pierre de Coubertin à Calais. Il enseigne aux élèves de terminale Sciences économique et sociale, et technique. Il prépare parallèlement le concours de l'agrégation de philosophie et devient professeur agrégé après une première tentative infructueuse. Il reste deux ans à Calais, puis est muté pour être formateur à l'école normale primaire de la Nièvre.
Repéré alors par Pierre Moscovici, il est détaché en 1992 au cabinet du président de l'Assemblée nationale Henri Emmanuelli, dont il écrit les discours. Il obtient également en 1992 un doctorat en philosophie à l'université Paris-I Panthéon-Sorbonne avec une thèse intitulée La tradition de l'esprit : essai sur la pensée interrogative de Merleau-Ponty,. Après le changement de majorité en 1993, il enseigne au lycée Joliot-Curie à Nanterre et au lycée La Folie-Saint-James à Neuilly-sur-Seine.
Il est élu député de 1997 à 2002, puis à la suite de sa non-réélection, il est accueilli en détachement durant deux ans au CNRS sur un poste de directeur de recherche, poursuivant ses travaux sur Ferdinand Buisson et les origines de la laïcité et de la philosophie républicaine. Il est élu député européen en 2004, et réélu en 2009. Spécialiste du socialisme pré-marxiste et d’auteurs tels que Jean Jaurès, Edgar Quinet, ou Pierre Leroux, il a publié plusieurs ouvrages relatifs à l’histoire de la pensée socialiste et républicaine.
Il est nommé conseiller maître en service extraordinaire à la Cour des comptes le 23 juin 2021 en Conseil des ministres.
Le 3 mai 2022, une enquête conjointe du quotidien en ligne Mediapart et du journal cantonal suisse Arc Info conclut à un soupçon d’emploi fictif dont aurait bénéficié Vincent Peillon à l'université de Neuchâtel quelques années après qu’il y a enseigné. Les représentants de l'université déclarent qu'une enquête sera conduite pour déterminer la véracité de ces allégations.
Le 18 novembre 2022, le quotidien d'information 20 minutes et le site d'information Bluewin annoncent qu'au terme d’un audit externe approfondi, qui a permis l’analyse d’une centaine de factures ou notes de frais, de 150 documents et du contenu de 27 auditions, «il ressort que soit les allégations sont fausses, soit elles relèvent d’interprétations manifestement exagérées», affirme le communiqué publié vendredi par l’UniNE. Ils précisent que l'enquête atteste de la réalité du travail scientifique du professeur associé Vincent Peillon : «La suspicion d'emploi fictif peut être écartée». L'audit souligne aussi que les faits décrits dans des témoignages anonymes recueillis par les deux médias n’ont pas été confirmés.

### Carrière politique

#### Homme de cabinet
Il entre en 1992 au PS et au cabinet d'Henri Emmanuelli, alors président de l’Assemblée nationale, puis devient secrétaire du groupe des experts du PS l'année suivante.
Bien que n'ayant pas les trois ans d'ancienneté requis par les statuts du PS[réf. nécessaire], il présente la motion 2 au congrès de Liévin en 1994, aux côtés de Christophe Clergeau : il recueille 8 % des voix. Il devient membre du bureau national et délégué auprès du premier secrétaire, Lionel Jospin, de 1995 à 1997.

#### Député de la Somme
En 1997, il est élu député de la Somme, dans la 3e circonscription (région du Vimeu). Il devient parallèlement secrétaire national aux études du Parti socialiste de 1997 à 2000, date à laquelle il devient porte-parole du parti sous la direction de François Hollande.
Son mandat est émaillé de confrontations avec des chasseurs de sa circonscription ; en 1998, sa permanence est mise à sac. Deux ans plus tard, il manque d'être lynché[non neutre] au cours de l'inauguration d'une déchetterie à Ault, et doit être exfiltré par les gendarmes en hélicoptère ; l'opération est organisée par Anne Coffinier, stagiaire à la préfecture.
Le 30 mars 2000, il présente le rapport d'information de la mission d'information qu'il préside et dont le rapporteur est Arnaud Montebourg, relative aux obstacles au contrôle et à la répression de la délinquance financière et du blanchiment des capitaux en Europe.
En 2002, il perd son siège de député avec 47,54 % des voix au second tour, notamment en raison d'un conflit avec les chasseurs mécontents des nouvelles dates de fermeture de la chasse.

#### Député européen et cadre du parti
Il est élu en 2003 par les militants socialistes premier secrétaire de la fédération socialiste de la Somme, fonction qu’il avait déjà exercée de 1997 à 2000.
En juin 2004, troisième de la liste PS dans la circonscription Nord-Ouest, il devient député européen.
En mai 2005, il défend le « non » lors du référendum sur la ratification du traité établissant une constitution pour l'Europe.
À la suite du congrès du Mans de 2005, il se sépare de certains fondateurs du courant Nouveau Parti socialiste tels Arnaud Montebourg, Thierry Mandon ou Yvette Roudy, et accepte un compromis avec la motion majoritaire de François Hollande.
Dans la 3e circonscription de la Somme, lors des élections législatives de juin 2007, il est, avec 49,85 % des suffrages, battu au second tour par Jérôme Bignon, candidat de l'UMP,.
Lors de la campagne présidentielle de 2007, il est un des porte-paroles de Ségolène Royal. En septembre 2007, Vincent Peillon décide de créer l'Institut Edgar Quinet.
Lors du congrès de Reims du PS de 2008, il rejoint la motion E portée par Ségolène Royal, candidate au poste de Première secrétaire du Parti socialiste. Après la défaite contestée de celle-ci, il s'éloigne peu à peu de l'ancienne candidate à l'élection présidentielle.
En juin 2009, il est réélu député européen, cette fois dans la circonscription du Sud-Est. Sa liste obtient, à l’issue des élections du 7 juin 2009, un score de 14,49 % des voix et deux élus. Elle se classe troisième, derrière la liste UMP de Françoise Grossetête (29,35 % des voix, cinq élus), et également derrière celle d’Europe Écologie, conduite par Michèle Rivasi, adjointe au maire de Valence (18,27 % des voix, trois élus).
Le site d'information en ligne Rue89 avance que Vincent Peillon durant ses deux mandats n'a que peu d'intérêt pour la politique européenne et le désigne comme un « eurodéputé plutôt touriste », « champion de l’absentéisme ». Le journaliste Jean Quatremer n'est guère plus indulgent en affirmant en 2009 que Vincent Peillon « n’a strictement joué aucun rôle au sein du Parlement européen au cours de la législature écoulée ».
En novembre 2009, il s'oppose à Ségolène Royal au sein de la motion E et crée son mouvement, le « Rassemblement social, écologique et démocrate » et organise avec succès, fin août, une université d'été à Marseille qui aura des répercussions une semaine plus tard sur le discours de Martine Aubry à La Rochelle.
La même année, il apparaît dans l'unique épisode de télé-réalité Politique à domicile, diffusé le 19 novembre 2009, dans laquelle il débat avec trois français en les assistant lors de la préparation du dîner, sous l’œil des caméra du site de partage de vidéos Dailymotion,.
En 2011, après avoir apporté son soutien à Dominique Strauss-Kahn en cas de candidature à la primaire citoyenne, il entre dans l'équipe de campagne de François Hollande où il s'occupe des questions d'éducation, de jeunesse, d'enseignement supérieur et de recherche. La même année, il publie un livre, Conversations républicaines, abordant divers sujets politiques dans la perspective de l'élection présidentielle dont la vente, en quelques mois, ne dépasse pas trois cents exemplaires.

#### Ministre de l'Éducation nationale
Le 16 mai 2012, il est nommé ministre de l'Éducation nationale. Dès le lendemain de sa prise de fonction, il annonce la fin de la semaine de quatre jours et simultanément des 60 heures d'aide personnalisée dispensée par les enseignants à des groupes de cinq ou six élèves (les deux mises en place par Xavier Darcos, en 2008, dans l'enseignement primaire) pour la rentrée 2013, et donc le retour à une semaine de quatre jours et demi. Il annonce aussi la réunion prochaine des recteurs d'académie pour discuter de l'affectation de 1 000 postes supplémentaires dans le primaire à la rentrée 2012 (avec une priorité donnée aux enseignants RASED). Il veut qu'une morale laïque soit enseignée dans les établissements scolaires et estime que pour donner à l'élève « la liberté du choix », « il faut être capable de l'arracher à tous les déterminismes, familial, ethnique, social, intellectuel »,. Le 4 janvier 2013, il envoie une lettre aux recteurs leur rappelant que « le gouvernement s’est engagé à s’appuyer sur la jeunesse pour changer les mentalités ». Cet engagement est critiqué par certains commentateurs, qui le jugent contraire à la Déclaration universelle des Droits de l'homme de 1948, selon laquelle « Les parents ont, par priorité, le droit de choisir le genre d'éducation à donner à leurs enfants ».
En janvier 2013, il porte la réforme des rythmes scolaires.
Il prépare et fait adopter en juin 2013 par le parlement la loi d'orientation et de programmation pour la refondation de l'École de la République dite loi Peillon.
En décembre 2013, il mène une réforme importante du statut des enseignants de classes préparatoires aux grandes écoles (CPGE), qui déclenche un mouvement de protestation inédit de la part de ces enseignants d'ordinaire peu prompts à faire grève,, d'autant plus qu'il s'est déjà prononcé plusieurs fois en 2010 pour la suppression des CPGE et des Grandes écoles,. Le projet prévoit d'augmenter le nombre d'heures de cours de certains professeurs de CPGE sans compensation sur leur salaire, afin d'en redistribuer une partie aux professeurs de ZEP. En dépit de son apparente volonté de fermeté, face à la mobilisation massive des professeurs (60 % de grévistes le 9 décembre), Vincent Peillon annonce le 12 décembre 2013 que les discussions ne sont pas « mûres » et repousse la réforme. Seule est actée la diminution de deux heures du temps hebdomadaire de 18 heures des professeurs en ZEP, heures qui seront désormais consacrées au suivi des élèves.
Il est remplacé par Benoît Hamon à la suite du changement de gouvernement, en avril 2014.
Le 10 octobre 2013, il annonce qu'il sera à nouveau candidat aux élections européennes de 2014. Tête de liste dans le Sud-Est, il obtient le 25 mai 2014 un résultat de 11,87 % (deux sièges) face à la liste Front national menée par Jean-Marie Le Pen (28,18 %, cinq sièges) et à celle de l'UMP menée par Renaud Muselier (22,4 %, trois sièges). Il est élu député européen.

#### Député européen
En avril 2014, il n'est pas reconduit dans le gouvernement Manuel Valls (1). Il est élu député européen en mai 2014, mais est critiqué par la presse pour sa faible assiduité, avec en décembre 2016 une participation à moins de la moitié des séances de la commission où il doit siéger.
En novembre 2014, il est nommé professeur associé à l'université de Neuchâtel (Suisse).

#### Primaire citoyenne de 2017
Le 11 décembre 2016, il annonce au Journal de 20 heures de France 2, sa candidature à la primaire citoyenne de 2017 des 22 et 29 janvier 2017. Assurant qu’il n’avait « pas prévu » d’entrer dans la course, car il considérait « que le président de la République devait porter les couleurs de son bilan », il dit avoir pris sa décision « le soir » où François Hollande a annoncé qu'il ne briguerait pas un nouveau mandat. Il doit cependant s'acquitter pour sa candidature de 19 500 euros de cotisations en retard au PS. Durant la campagne des primaires, il s'oppose notamment aux déclarations de Manuel Valls critiquant la politique migratoire d'Angela Merkel. Il juge pour sa part que l'Europe a fait « trop peu » pour l'accueil des migrants. Il est également l'objet de polémiques, après avoir déclaré qu'être de droite revient à penser qu'« un Noir n'a pas le droit de vote »,. « Persuadé » d'être au second tour de la primaire socialiste, il n'obtient que 6,5 % des suffrages loin derrière trois autres candidats.
Après la victoire de Benoît Hamon, il est nommé conseiller politique dans le cadre de sa campagne présidentielle.

#### Post-présidentielles de 2017
Le 1er juillet 2019, son mandat de député européen n'étant pas renouvelé, il n'occupe plus de postes politiques depuis lors.
Le 23 juin 2021, il est nommé par décret, conseiller maître en service extraordinaire à la Cour des Comptes. Selon Le Canard enchaîné, Vincent Peillon a bénéficié de l'appui de Pierre Moscovici, premier président de la Cour des comptes.

## Orientations politiques

### Orientations au sein du PS
En octobre 2002, le quotidien Libération publie une tribune intitulée Pour un nouveau Parti socialiste signée par Arnaud Montebourg, Julien Dray et Vincent Peillon. C’est le titre de cette tribune qui donnera son nom au courant Nouveau Parti socialiste qui présentera une motion au congrès de Dijon (2003) et à celui du Mans (2005). Ce nouveau courant prône alors une profonde rénovation du Parti socialiste.
Malgré le combat réussi du non au référendum du 29 mai 2005, les tensions s'exacerbent entre Peillon et Montebourg. Le 20 novembre 2005, durant le congrès du Parti socialiste au Mans, il vote avec Benoît Hamon et Henri Emmanuelli l’approbation de la synthèse générale au nom de la motion 5 du Nouveau Parti socialiste, l’autre chef de file de son courant, Arnaud Montebourg, s’abstenant. Cette scission marque la fin du NPS.
Alors que s’ouvre l’université d’été du Parti socialiste à La Rochelle fin août 2006, il exprime son soutien en faveur de Ségolène Royal à l’investiture du parti pour la présidentielle, dont il devient l’un des trois porte-parole durant la campagne de 2007.
Il écrit sur la pensée de Pierre Leroux et de Ferdinand Buisson, père de la laïcité française, dans La révolution française n'est pas terminée (2008).
Lors du congrès de Reims devant se tenir du 14 au 16 novembre 2008, Vincent Peillon soutient la motion E menée par Gérard Collomb et Ségolène Royal. Le 6 novembre, cette motion recueille la majorité des suffrages (29,59 %) devant celles de Bertrand Delanoë (25,35 %) et de Martine Aubry (24,67 %). Il se positionne alors pour succéder à François Hollande au poste de premier secrétaire du PS, avant que Ségolène Royal n’officialise sa candidature à ce poste.
Celle-ci perd finalement de très peu et de façon contestée, avec 49,96 % des suffrages contre 50,04 % pour sa rivale Martine Aubry.
Vincent Peillon décide ensuite avec François Rebsamen, Jean-Louis Bianco et aux côtés de Ségolène Royal de structurer les valeurs de changement portées par la motion E et ses différents représentants au sein d’un courant, « L’Espoir à gauche », officiellement créé le 31 janvier 2009. Comme durant le Congrès de Reims, ce courant continue d’appeler à des primaires ouvertes pour l’élection du candidat de la gauche aux élections présidentielles, ce que Martine Aubry valide lors de l’Université d’été du PS à la Rochelle en septembre 2009.
En novembre 2009, il se sépare politiquement de Ségolène Royal, se rapproche de l'aile social-démocrate du PS et crée le « rassemblement social, écologique et démocrate ». La motion E soutenait une alliance « arc-en-ciel » allant de l'extrême gauche au centre gauche.

### Engagements nationaux et européens
Pendant son mandat à l'Assemblée nationale (1997-2002), il préside la mission parlementaire d’enquête sur le blanchiment d'argent en Europe, dont Arnaud Montebourg est rapporteur.
Au Parlement européen, avec d'autres collègues eurodéputés (dont Kader Arif, Daniel Cohn-Bendit, Jean-Luc Bennahmias, Catherine Trautmann, Kartika Liotard, Miguel Ángel Martínez Martínez, Proinsias De Rossa et Judith Sargentini), il a soutenu une « Taxe Tobin verte » sur les transactions financières pour financer l'effort des pays en développement dans la lutte contre le changement climatique.
Il a ensuite été chargé d'un rapport sur l'Union pour la Méditerranée au sein de la commission des Affaires étrangères.
Lors de son troisième mandat au Parlement européen, il siège de nouveau au sein de la commission des Affaires étrangères. Fin 2014, il est chargé de la rédaction d'un rapport sur la stabilité politique et les défis sécuritaires dans la région de l'Afrique du Nord et du Moyen-Orient.
Lors de sa campagne pour la primaire citoyenne de 2017, il annonce qu’il voterait contre l'Accord économique et commercial global (CETA) : d'après Mediapart, c'est lui « qui a permis la bascule complète du groupe français » sur ce sujet (du soutien à l'opposition).

### Élection présidentielle de 2017
Il annonce qu'il votera en faveur d'Emmanuel Macron, lors de l'entre-deux tours de l'élection présidentielle française de 2017.

### Discussions philosophiques
Dans le champ universitaire, les écrits de Vincent Peillon ont pu donner lieu à des échanges sur le plan de la philosophie politique. Du point de vue de leur actualité, les écrits politiques de Maurice Merleau-Ponty ont fait l'objet d'une controverse entre le sociologue et spécialiste de philosophie politique Philippe Corcuff et Vincent Peillon.

## Synthèse des fonctions politiques

### Au Gouvernement
- Ministre de l'Éducation nationale (2012-2014)

### À l'Assemblée nationale

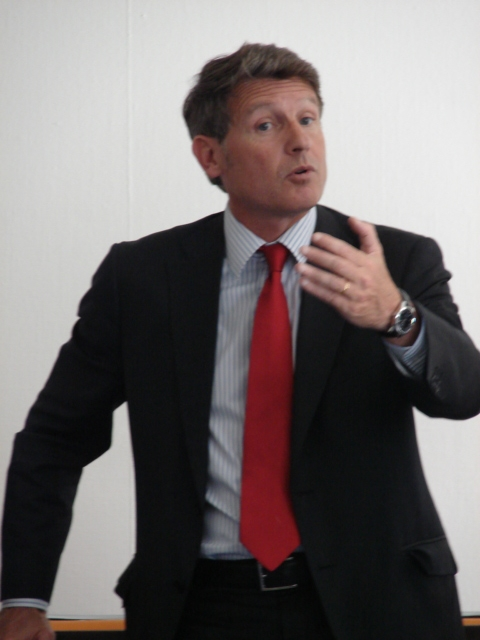
Vincent Peillon en 2009.

- Député de la Troisième circonscription de la Somme (1997-2002)

### Au parlement européen
- Député européen de la circonscription Nord-Ouest (2004-2009)
- Député européen de la circonscription Sud-Est (2009-2012 ; 2014-2019)

### Au Parti socialiste
- Secrétaire du groupe des experts du PS (1993-1994)
- Membre du bureau national du PS (depuis 1994[69])
- Délégué auprès du premier secrétaire du PS (1995-1997)
- Secrétaire national aux études du PS (1997-2000)
- Porte-parole national du PS (2000-2002)
- Premier signataire de la motion NPS aux congrès de Dijon (2003) et du Mans (2005)
- Porte-parole de campagne de Ségolène Royal (2007)
- Lance « l’Espoir à gauche » avec François Rebsamen et Jean-Louis Bianco (officieusement en décembre 2008, officiellement en janvier 2009)
- Lance avec François Rebsamen le Rassemblement social, écologique et démocrate à Dijon, en novembre 2009, aux côtés de Daniel Cohn-Bendit, Marielle de Sarnez, Jean-Luc Bennahmias, Robert Hue ou encore Christiane Taubira.

## Synthèse des résultats électoraux

### Primaire citoyenne de 2017
| Année | Parti | Parti | Premier tour | Premier tour | Premier tour | Issue |
| Année | Parti | Parti | Voix         | %            | Rang         | Issue |
| ----- | ----- | ----- | ------------ | ------------ | ------------ | ----- |
| 2017  |       | PS    | 112 718      | 6,90         | 4e           | Battu |

### Élections législatives
| Année | Parti  | Parti | Circonscription | Premier tour | Premier tour | Premier tour | Second tour | Second tour | Second tour |
| Année | Parti  | Parti | Circonscription | Voix         | %            | Rang         | Voix        | %           | Issue       |
| ----- | ------ | ----- | --------------- | ------------ | ------------ | ------------ | ----------- | ----------- | ----------- |
| 1997  |        | PS    | 3e de la Somme  | 11 852       | 24,21        | 2e           | 27 737      | 53,82       | Élu         |
| 2002  | 12 309 | PS    | 3e de la Somme  | 25,79        | 2e           | 22 106       | 47,54       | Battu       |             |
| 2007  | 13 665 | PS    | 3e de la Somme  | 29,56        | 2e           | 23 560       | 49,85       | Battu       |             |

## Publications
Parmi les ouvrages de Vincent Peillon, La Révolution française n'est pas terminée, paru en 2008, est crédité par le politiste Laurent Bouvet (animateur du réseau La Gauche populaire) d'avoir été accueilli « avec enthousiasme » par les journalistes. Sous un titre qui prend l'exact contrepied de la formule de François Furet, le livre critique notamment les idées de cet historien sur l'interprétation de la Révolution française et des événements de 1848. Reconnaissant la richesse de ses références, Laurent Bouvet regrette néanmoins « son ton souvent polémique quand il n’est pas simplement péremptoire » et le recours à « des travaux de seconde main qui sont essentiellement d’origine philosophique », l'auteur naviguant « entre posture du savant et compétiteur politique, au risque de couler ». Il est sévèrement critiqué par des historiens comme Mona Ozouf, qui lui reproche sa méconnaissance de l'œuvre de Furet.
- La Tradition de l'esprit : itinéraire de Maurice Merleau-Ponty, Grasset, Paris, 1994.
- Jean Jaurès et la religion du socialisme, Grasset, Paris, 2000.
- Pour un nouveau Parti socialiste : motion portée au vote des militants du PS au congrès de Dijon, 16-17-18 mai 2003 (avec Arnaud Montebourg), Denoël, Paris, 2003.
- Pierre Leroux et le socialisme républicain, Le Bord de l'eau, 2003.
- L'Épaisseur du cogito. Trois études sur la philosophie de Maurice Merleau-Ponty, Éditions Le Bord de l'eau, 2004.
- Au cœur de la gauche (coécrit avec Arnaud Montebourg et Benoît Hamon), Éditions Le Bord de l'eau, Lormont (Gironde), 2004.
- Les Milliards noirs du blanchiment, Hachette littératures, Paris, 2004[72].
- La Révolution française n’est pas terminée, Le Seuil, Paris, 2008[70].
- Peut-on améliorer l'école sans dépenser plus ?, en tant que contradicteur de Xavier Darcos, Magnard, Paris, 2009  (ISBN 978-2210747852).
- Les Politiques ont-ils une âme, Entretien avec Isabelle Dillmann, p. 255 à 276, Albin MicheL, 2010  (ISBN 978-2-226-20615-2).
- Une religion pour la République : la foi laïque de Ferdinand Buisson, Le Seuil, Paris, 2010  (ISBN 978-2020985215).
- Éloge du politique : une introduction au XXIe siècle, Le Seuil, 2011
- Conversations républicaines, avec François Bazin, Denoël, 2011
- Refondons l'école, Le Seuil, 2013
- Aurora (roman), Stock, 2016
- Un Chinois à Paris (roman), Stock, 2017
- Vincent Peillon, L'émancipation. Essais de philosophie politique, PUF, 2020, 360 p. (ISBN 978-2-13-081907-3)
- Jérusalem n’est pas perdue : la philosophie juive de Joseph Salvador et le judéo-républicanisme français, Lormont, Le Bord de l'eau, septembre 2022, 576 p. (ISBN 978-2356878793).

Vincent Peillon dirige par ailleurs la collection « Bibliothèque républicaine » aux éditions Le Bord de l'eau.

## Décorations
Le 13 juillet 2023, Vincent Peillon est nommé au grade de chevalier dans l'ordre national de la Légion d'honneur au titre de « ancien ministre, conseiller maître en service extraordinaire à la Cour des comptes ; 42 ans de services ».